# Rösen im Thorskov
Die Rösen im Thorskov (dänisch Røserne i Thorskov) sind Rösen (Grabhügel) bei Moesgård südlich von Aarhus im dänischen Jütland. Sie wurden 1958 und 1976 archäologisch untersucht. Gleichzeitig wurde ein alter Lesesteinhaufen (dänisch Rydningsrøse) untersucht, um die Unterschiede genau zu erkennen. Die Rösen (auch Gravrøsen genannt) im Thorskov (Thorwald) liegen südlich des Thorsmøllevej.
Die 1958 ausgegrabene runde Röse hatte einen Durchmesser von neun Metern. Sie bestand aus zwei Randsteinringen und einer Steinschichtung. Zwischen den Feldsteinen fanden sich mehrere Schleifsteine. Unterhalb der Steine wurden drei Gräber gefunden. Die Gräber waren unter anderem mit zerscherbter Keramik und verbrannten Knochen gemischt. Die Röse war teilweise zerstört, weshalb es schwierig war, die Gräber genauer zu identifizieren.
Die 1976 ausgegrabene runde Röse hatte einen Durchmesser von acht Metern und eine Höhe von 0,7 m. Die Röse hatte drei Randsteinringe und unter den Feldsteinen der Steinschichtung wurden sechs Läufer von Mahlsteinen gefunden. Unter den Steinen lagen mindestens acht Gräber. Auch diese Röse war in jüngerer Zeit teilweise zerstört worden, weshalb es schwierig war, die Gräber genauer zu identifizieren.
In der späten Bronzezeit (1000–500 v. Chr.) begann man die Toten zu verbrennen. In der Regel wurden ihre Knochen in einer Urne zusammen mit einigen persönlichen Gegenständen bestattet. Die Urne wurde entweder im Boden oder in einem bestehenden runden Erd- oder unter einem neu erstellten Steinhügel, der so genannten Röse, deponiert.